# Православна епископска конференција Аустрије
Православна епископска конференција Аустрије окупља православне епископе Цариградске, Антиохијске, Руске, Српске, Румунске, Бугарске и Грузијске патријаршије, православних епархија на територији Аустрије.
Основана је 16. октобра 2010. године у седишту Митрополије аустријске Васељенске патријаршије у Бечу. Ово оснивање у складу је са одлукама Четврте предсаборске свеправославне конференције одржане 2009. у Шамбезију у Швајцарској. Аналогне епископске конференције основане су 27. фебруара и 4. марта исте године у Немачкој и Швајцарској.
Конференцијом по својој позицији, а у складу са одлукама из Шамбезија, председава митрополит аустријски Михаило (Стаикос), представник Васељенске патријаршије. О осталим функцијама у оквиру Епископске конференције договараће се на следећој седници Конференције 2011. године.
Тачан број православних у Аустрији је споран. Статистике и процене варирају од 179.000 до 500.000 верника. Епархија аустријско-швајцарска Српске православне цркве која представља бројно најзначајнију православну епархију у Аустрији има у овој земљи 15 црквених општина у којима дела 20 свештеника и два ђакона. Тренутно се преговара о предаји једног римокатоличког храма у руке Српској православној цркви у Бечу.